# Gare de Newmarket
La gare de Newmarket est une gare ferroviaire de trains de banlieue à Newmarket en Ontario, au Canada. La gare est située à l'angle de Davis Drive et de Main Street. Elle est desservie par les trains de banlieue de la ligne Barrie de GO Transit.

## Situation ferroviaire
La gare est située à la borne 34,2 milles (55 km) de la subdivision Newmarket de Metrolinx, entre les gares d'East Gwilimbury et d'Aurora.

## Histoire

### Ontario, Simcoe & Huron Railway
La gare de Newmarket a été construite en 1853 par l'Ontario, Simcoe & Huron Railway alors que la construction progressait vers le nord depuis Toronto. La gare était une petite structure en bois capable de desservir la toute petite communauté de Newmarket, qui ne serait incorporée que quatre ans plus tard, en 1857, avec une population de 700 habitants. Bien qu'il n'existe aucune photographie connue de cette gare, il s'agissait probablement d'une simple structure en bois identique à de nombreuses autres gares construites par l'OS&H à peu près à la même époque. Le premier train de passagers est arrivé à Newmarket le 13 juin 1853 et le service s'est étendu plus au nord au cours des années suivantes.

### Northern Railway et le Grand Tronc
L'OS&H a été réorganisé pour devenir le Northern Railway of Canada en 1859, et la gare a changé de mains à plusieurs reprises au cours des décennies suivantes. En juin 1879, le Northern Railway a fusionné avec le Hamilton & North Western Railway pour former le Northern & North Western Railway. L'écartement original du chemin de fer de 1 676 mm normalisé par le gouvernement du Canada en 1851 était tombé en désuétude dans les années 1870. La ligne entière de Toronto à Gravenhurst en passant pas Aurora a été changée à un écartement de 1 435 mm en une seule journée le 9 juillet 1881. À peine quelques années plus tard, le Northern & North Western a été acquise par le Grand Tronc. Au total, huit trains de passagers s'arrêtaient quotidiennement à Newmarket en 1893.
Une gare de remplacement a été construite par le Grand Tronc en 1900, en utilisant l'un de ses modèles standard construits à grande échelle ailleurs dans la province à la même époque. Il s'agissait d'une structure rectangulaire en planches et en lattes avec un toit en coupe et des pignons sur les côtés nord, sud et ouest. Une fenêtre en saillie faisait face aux voies, permettant à l'argent de la gare de voir clairement dans les deux directions depuis son bureau. Le service vers Newmarket est passé à quatorze trains par jour en 1914. Le Grand Tronc a connu des difficultés financières au début du XXe siècle, qui ont abouti à sa nationalisation et à son absorption par le Canadien National en 1923.

### Canadien National
Avec la popularité croissante de l'automobile au milieu du XXe siècle, le nombre de passagers a commencé à diminuer considérablement. Ce déclin a été accentué par l'achèvement de l'autoroute 400 en 1952, qui était à peu près parallèle à la voie ferrée et desservait bon nombre des mêmes communautés. Le service ferroviaire voyageurs vers Newmarket a été presque réduit de moitié, à seulement huit trains par jour en 1955. Le service était presque entièrement terminé lorsque le Canadien National a mis en place un service de banlieue d'essai de cinq semaines entre Toronto et Barrie en 1972, à une époque où le relativement nouveau GO Transit ne desservait que le corridor entre Pickering et Oakville. L'essai a été couronné de succès, mais le service de banlieue régulier vers Newmarket n'a pas repris avant 1974. Le train sera connu sous le nom de « Barrie Bullet », avec un départ en direction du nord et un départ en direction du sud, le seul service de ce type à Newmarket à l'époque. Le Canadien National s'est séparé de son dernier service de transport de passagers sous le nom de VIA Rail en 1976, qui est devenu une société d'État distincte en 1977. VIA a exploité le Barrie Bullet jusqu'à ce que des compressions budgétaires en 1981 l'obligent à cesser ses activités, et GO Transit a repris le service vers Barrie l'année suivante.

### GO Transit
Au début, GO Transit assurait un aller-retour en semaine (arrivée le matin, départ l'après-midi), avec des arrêts à Maple, King City, Aurora, Newmarket et Bradford. Le 17 septembre 1990, le gouvernement provincial libéral de David Peterson a annoncé un prolongement de service ferroviaire au nord jusqu'à Barrie, avec un prolongement possible jusqu'à Orillia. Le nouveau service n'était pas assez populaire pour survivre à la récession qui s'annonçait et, le 5 juillet 1993, les coupes budgétaires du gouvernement néo-démocrate ont contraint GO à renverser le prolongement.
Pendant des années, la ligne Bradford a enregistré le plus faible taux de fréquentation du réseau ferroviaire de GO Transit, mais le développement et la croissance de la région du Grand Toronto ont rattrapé le service, augmentant la demande de trains de banlieue au nord de la ville de Toronto. Un deuxième train a été ajouté le 8 septembre 1998, ce qui a entraîné une augmentation de 45 % du nombre d'usagers en quelques mois.
Le 30 janvier 2012, la ligne Bradford a été prolongée jusqu'à Barrie, après que Metrolinx a annoncé des projets pour améliorer les voies, les passages à niveau et les signaux, et pour remplacer 20 kilomètres de voie ferrée qui était largement négligée par le CN,. À l'été 2012, cinq trains circulaient en semaine entre Barrie et Toronto (cinq en direction sud le matin, cinq en direction nord l'après-midi). De plus, à la fin du mois de mai, GO Transit a annoncé qu'un service de train pour les week-ends et les jours fériés serait mis en place pour l'été, avec deux trains circulant à destination et en provenance de Barrie, et quatre trains circulant à destination et en provenance d'East Gwilimbury (avec des correspondances en bus emmenant les passagers jusqu'à Barrie). Bien que l'achalandage de ce service de fin de semaine ait été initialement faible (moins de 150 passagers par jour), le service a été repris pour l'été 2013, et l'achalandage a augmenté à plus de 200 passagers par jour. Le service de fin de semaine est devenu permanent le 31 décembre 2016, faisant de Barrie la deuxième ligne de GO Transit à offrir un service tous les jours tout au long de la journée de service.
Entre mars 2014 et 2015, GO Transit a entrepris un projet d'allongement et de réparation du quai de la gare de Newmarket pour permettre l'élargissement de Davis Drive, la réfection du stationnement, une nouvelle billetterie avec une zone d'attente pour les clients et des fonctionnalités d'accessibilité améliorées.

### Projet d'expansion
Metrolinx a lancé un projet d'expansion du réseau GO afin d'offrir un service bidirectionnel plus fréquent, toute la journée, sur la ligne de Barrie, jusqu'à toutes les 15 minutes, sept jours sur sept. Entre décembre 2016 et mars 2018, une étude sur le pôle de mobilité de la gare de Newmarket a été réalisée par Newmarket, la ville de Newmarket et d'autres organismes. L'objectif de cette étude était d'identifier les possibilités d'améliorer la gare et ses environs à court et à long terme. Les principales améliorations apportées à la gare sont axées sur une meilleure intégration avec le transport en commun local, une signalisation et une orientation améliorées, de nouvelles connexions pour les piétons et les cyclistes, des commodités améliorées pour les clients, telles qu'un stationnement à vélo, un débarcadère, des billetteries et une rue réservée aux piétons et aux transports collectifs.

## Patrimoine
Dans sa forme, le bâtiment est un long volume rectangulaire doté d'un toit en croupe abrupt qui a été recouvert de bardeaux de cèdre dans le cadre de la récente rénovation privée. Les espaces de bureaux intérieurs, qui coïncident avec les pièces historiquement utilisées par les personnes, sont délimités à l'extérieur par trois cheminées en brique le long du faîtes, toutes partiellement reconstruites selon un profil moderne. Les cheminées d'extrémité indiquent également les dimensions approximatives de l'ancienne gare. Le reste de la gare, au-delà de la cheminée sud, consiste en une extension pour les bagages. À l'origine, le toit était décorée d'une crête métallique noueuse sur les crêtes, ainsi que d'un joli pignon à l'extrémité sud. Les deux ont disparu. L'extrémité nord et l'élévation ouest de la voie sont encore animées par des pignons à pente moyenne, ainsi que par trois portes, deux portes de marchandises, et de nombreuses fenêtres à l'ouest, mais la longue façade est est sans rupture. Les divisions fonctionnelles du bâtiment sont clairement exprimées sur cette élévation publique, qui est divisée sans équivoque entre les murs aveugles du côté des bagages, et les groupements irréguliers de fenêtres et de portes du côté des passagers. Une nouvelle porte a été insérée, les fenêtres doubles ont été réduites et une ouverture carée moderne a été découpée.
La baie de l'opérateur, du côté de la voie ferrée, a conservé son fenêtrage, ses planches diagnoales, ses supports d'angle et un panneau d'affichage peu lumineux et altéré par les intempéries. Une profusion de détails texturaux se concentre autour du pignon. Des barges lourdement lambrissées sont découpées dans un arc en demi-cercle, soutenu par une seule rangée de fuseaux, le tout devant une simple applique en treillis sur le mur au-dessus de la baie. Le pignon nord, en revanche, présente un motif en forme de soleil, plus typique des préférences esthétiques des années 1890.
Des vestiges des registres muraux d'origine subsistent dans l'utilisation de peinture rouge foncé sur le lambris inférieur et le bandeau sous l'avant-toit. Une partie des planches verticales et diagnoales sous le bandeau de l'élévation de la voie, qui donnait au bâtiment sa vivacité, a été recouverte de panneaux lattés, mais les planches décoratives au-dessus du bandeau sont encore visibles. Bien que l'équilibre coloristique soit plus ou moins conservé, en s'approchant de plus près, la qualité texturale du bâtiment est quelque peu diminué. Il est probable que le nouveau revêtement soit lié à des efforts assez récents d'isolation du bâtiment et qu'il soit réversible.
Les trois pièces principales de l'intérieur ont toutes des murs et des plafonds en pin de Géorgie, huilés et vernis, dont les motifs constituent la décoration et l'esthétique principale de l'intérieur. La linéarité obsessionnelle des murs était rompue par des panneaux de planches en diagnoale dans des cadres fortement moulés, à environ un mètre du sol, et par des plafonds en corniche, du plus bel effet. Les contemporains ont fait l'éloge de ces pièces pour leur aspect aéré.
L'intérieur a été modifié et rénové pour être utilisé par le député de la circonscription. Les pièces ont été ouvertes et la plupart des traces des utilisations originales ont disparu. Les détails ont été imités, surchargés d'ornement et remplacés par des travaux modernes, mais comme tout est peint, cela n'est évident qu'en regardant de près. Tous les cadres de portes et de fenêtres, par exemple, sont des travaux neufs qui, à première vue, pourraient sembler anciens. La corniche du plafond et les lambris, en particulier, illustrent deux des approches adoptées. Par l'ajout de petits blocs, la corniche est devenue classique et, vraisemblement digne. Le lambris diagonal de la bande de lambris a été remplacé ou recouvert d'un panneau uni et rendu plus moderne. Des traces du lambris d'origine à planches diagnoale subsistent à l'intérieur des placards et des espaces de service, et la plupart des planches des murs intérieurs et du plafond sont d'origine. Les espaces d'origine sont à la fois perceptibles et possiblement récupérables.
GO Transit a utilisé l'ancienne gare du Grand Tronc jusqu'à ce qu'il ouvre une nouvelle gare dans le Tannery Mall, de l'autre côté de la rue, en 1987. La ville de Newmarket a acquis la gare la même année et l'a désignée un immeuble patrimonial en vertu de la Loi sur le patrimoine de l'Ontario afin de la protéger contre la démolition. Elle a obtenu la protection fédérale en vertu de la Loi sur la protection des gares ferroviaires patrimoniales en 1992. L'extérieur de la gare a été restauré et sert maintenant de la Chambre de commerce de Newmarket.

## Service aux voyageurs

### Accueil
La gare de Newmarket est une gare sans personnel. Les passagers peuvent acheter leurs billets ou recharger leurs cartes Presto auprès d'un distributeur automatique. La gare est équipée d'une salle d'attente, des toilettes, d'un abri de quai chauffé, de Wi-Fi, d'un téléphone payant, et d'un stationnement incitatif. Le stationnement incitatif dispose des places réservées et d'une zone de covoiturage.

### Dessert
À partir du 8 avril 2023, sept trains en provenance d'Allandale Waterfront et à destination de la gare de Toronto Union s'arrêtent à cette gare pendant la période de pointe du matin, ainsi qu'un train en provenance de Bradford. Aux heures de pointe de l'après-midi, sept trains à destination d'Allandale Waterfront et un train à destination de Bradford s'arrêtent à cette gare. Le week-end, six trains à destination d'Union et six à destination d'Allandale Waterfront s'arrêtent à cette gare.
En dehors des heures de pointe, un service de bus est proposé en direction de la gare Union de Toronto, certains nécessitant une correspondance à la gare d'Aurora. En direction de Barrie, certains bus nécessitent une correspondance à East Gwillimbury. Comme GO Transit déplace son service de bus de la gare routière du centre-ville vers Allandale Waterfront, les passagers se dirigeant vers le centre-ville de Barrie doivent faire une correspondance avec les bus locaux de Barrie Transit.

### Intermodalité

#### GO Transit
- 65 Newmarket - Toronto (tous les jours, pour remplacer le service ferroviaire)
  - Direction sud vers la gare Union de Toronto
  - Direction nord vers la gare d'East Gwilimbury
- 68 Barrie - Newmarket (tous les jours, pour relier les trains qui terminent leur trajet à Aurora)
  - Direction nord vers le terminus Barrie
  - Direction sud vers la gare d'Aurora

#### York Region Transit
- Viva Yellow (tous les jours)
  - Direction est vers l'autoroute 404
  - Direction ouest vers le terminus Newmarket
- 50 Queensway (tous les jours)
  - Direction nord vers Burke Street (Sutton) via le marché de Keswick
  - Direction sud vers le terminus Newmarket
- 54 Bayview (lundi au samedi)
  - Direction nord vers la gare d'East Gwilimbury
  - Direction sud vers la gare d'Aurora
- 55 Davis Drive (service de pointe)
  - Direction est vers l'autoroute 404
  - Direction ouest vers le terminus Newmarket

La correspondance est gratuite entre GO Transit et York Region Transit. Les passagers doivent présenter une carte Presto, un billet unitaire de GO Transit ou un laissez-passer journalier valide. La carte Presto calcule automatiquement le rabais et l'applique au compte Presto. La correspondance est valide pendant deux heures à partir d'un autobus de YRT, et pendant trois heures à partir d'un train ou d'un autobus de GO Transit.
À partir du 4 septembre 2022, l'autobus sur demande Mobility On-Request Newmarket transporte des passagers d'une adresse située dans la zone de service jusqu'à l'arrêt ou l'emplacement sélectionné le plus proche sur Yonge Street ou Davis Drive, y compris la gare de Newmarket. Les heures de service sont du lundi au vendredi entre 10h et 13h45, et 19h et 22h45, les samedis et dimanches entre 8h et 22h45. En semaine également, entre 7h et 14h45, les passagers peuvent demander un trajet entre la gare de Newmarket et 7 autres endroits, dont le 155 Main Street North, le 925 Davis Drive, le 540 Timothy Street, les 468 à 474 Eagle Street, les 194 à 200 Eagle Street, les 349 à 351 Crowder Boulevard, les 20 à 40 William Roe Boulevard et Tom Taylor Place. Les passagers qui souhaitent réserver un bus sur demande peuvent le faire sur l'application Mobility On-Request sur iOS ou Android, ou appeler le 1-844-667-5327.
Par ailleurs, le service Mobility On-Request Newmarket peut transporter des passagers d'une adresse située dans la zone de service à la gare de Newmarket, en semaine entre 10h et 13h45, et entre 19h et 22h45, et en fin de semaine entre 8h et 22h45. Les passagers peuvent réserver un trajet en utilisant l'application Mobility On-Request ou en appelant le 1-844-667-5327. Les tarifs habituels de la YRT s'appliquent à ce trajet. L'opérateur accepte tous les moyens de paiement de la YRT, y compris la carte Presto, l'application YRT Pay, l'application Transit, les cartes de crédit et de débit, et la monnaie exacte.